# Атол дас Рокас
Морският биологичен резерват Атол дас Рокас (на португалски: Reserva Biológica Marinha do Atol das Rocas) е малък архипелаг от 2 острова в щата Риу Гранди ду Норти, Бразилия.
Той е единственият атол в южната част на Атлантическия океан, с обща площ (територия и акватория) от 360 000 m² (вкл. атола и заобикалящите го води). Отстои на 260 km североизточно от град Натал – столицата на щата, и на 145 km северозападно от архипелага Фернанду ди Нороня.
Имената на островите са Фарол дас Рокас (Ilha do Farol das Rocas) и Семитериу (Ilha do Cemitério – Остров на гробището).